# Централни округ (Израел)
Централни округ (хебр. מחוז הצפון и арап. اللواء الشمالي) је један од шест округа у Израелу. Налази се на средишњем делу државе и захвата површину од 1.293 км². У њему живи приближно 1.700.000 становника. Главни град је Рамла, а највећи је Ришон Лецион.